# Hans Heisel
Hans Heisel (Deckname: Albert Roche; * 6. März 1922 in Leverkusen; † 12. Juli 2012 in Frankfurt am Main) war ein deutscher Fernschreibobermaat beim Marinestab in Paris und Widerstandskämpfer gegen den Nationalsozialismus in der Résistance.

## Leben
Nach dem Schulabschluss absolvierte er eine Lehre als Laborant. 1940 kam er zur Kriegsmarine und war zuletzt Fernschreibobermaat beim Marinestab in Paris.
Er bekam 1941 Kontakte zur Résistance und zur Travail allemand.
1942 organisierte er die Bildung einer antifaschistischen Widerstandsgruppe in der Wehrmacht, unter anderen zusammen mit Kurt Hälker.
Hans Heisel trat in Paris 1942 der KPD bei.  Im Herbst 1943 beteiligte er sich an der Gründung der CALPO (Comité „Allemagne libre“ pour l’Ouest, „Bewegung Freies Deutschland im Westen“) und wurde deren Vizepräsident.
Im Vorfeld des Volksaufstandes in Paris im August 1944 setzte er sich zusammen mit weiteren Kämpfern seiner Widerstandsgruppe von der Wehrmacht ab und schloss sich dem militärischen Teil der Résistance an; Heisel erhielt den Kampfnamen Albert Roche. Er gehörte zu den Aufständischen, die das Gebäude des Zentralkomitees der FKP gegen Angriffe deutscher Truppenteile verteidigten. Zwischen September 1944 und Januar 1945 war er Frontbeauftragter des CALPO in der französischen Armee an Fronten in Lothringen, im Elsass und von Februar bis Mai 1945 Frontbeauftragter für den Kessel Point de Grave.
Im Juli 1945 kehrte er nach Deutschland zurück. Er war als Arbeiter beschäftigt und trat 1945 der KPD bei. 1947 wurde er Betriebsgruppenvorsitzender der KPD bei Bayer Leverkusen und später Mitarbeiter des Parteivorstandes der KPD und der DKP. Hans Heisel wurde 1959 zu 15 Monaten Haft wegen Fortführung der KPD-Arbeit verurteilt. Bei der Landtagswahl in Hessen 1983 kandidierte er für die DKP im Wahlkreis Main-Taunus II, wo er 0,1 % der gültigen Stimmen gewann.
Hans Heisel wohnte in Frankfurt a. M. und war bis zuletzt noch im DRAFD aktiv, dem Verband Deutscher in der Résistance, in den Streitkräften der Antihitlerkoalition und der Bewegung Freies Deutschland. Er war der letzte lebende Résistance-Kämpfer in Deutschland.

## Filme
- Kurt Hälker und Hans Heisel – Deutsche Widerstandskämpfer in der Résistance. Dokumentarfilm von Bodo Kaiser (Deutschland 2003, 55 min).
- Frankreichs fremde Patrioten – Deutsche in der Résistance. Regie: Wolfgang Schoen, Frank Gutermuth (Deutschland 2006, 53 min).
- Die Staatsfeinde – Kalter Krieg und alte Nazis Regie: Daniel Burkholz, Sybille Fezer (Deutschland, 2018, 72 min.)[2]